# 드류 시도라

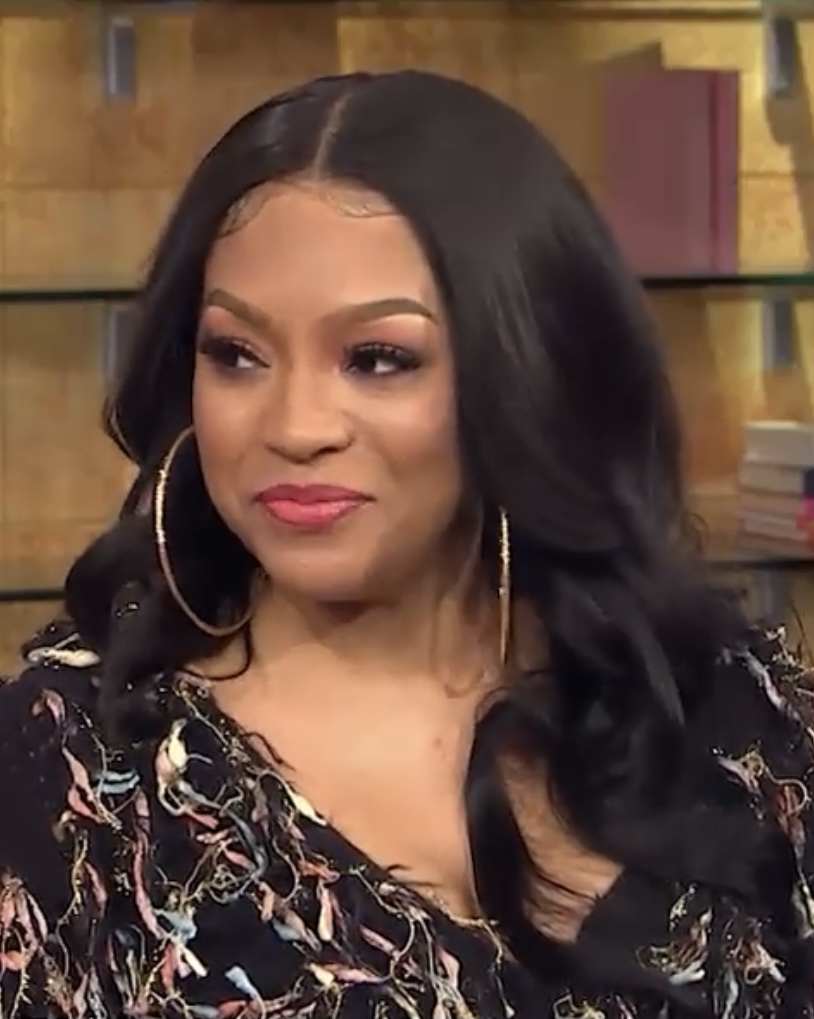

드류 시도라(Drew Sidora, 1985년 5월 1일 ~ )는 미국의 텔레비전 배우, 영화배우, 가수이다.
시카고에서 태어났다.

## 방송
- 하인드사이트 시즌1

## 영화
- 더 콰이어 디렉터 (2018년)
- 시스터 코드 (2015년) - 러버 역
- 하인드사이트 (2015년)
- 목사의 아들 (2015년)
- 크레이지 섹시 쿨: 더 TLC 스토리 (2013년) - 티온느 역
- 호프 포 러브 (2013년) - 클라라이스 역
- B-걸 (2009년)
- 팜 하우스 (2008년) - 레베카 역
- 거친 녀석들 (2007년) - 핼리 데이비스 역
- 더 게임 (2006년) - 드류 시도라 역
- 스텝 업 (2006년) - 루시 아빌라 역
- 네버 다이 어론 (2004년) - 엘라 역
- 화이트 칙스 (2004년) - 야운니스 역
- 댓츠 소 레이번 (2003년)